# Sulzbach (Rhein-Lahn-Kreis)
Sulzbach (ⓘ) ist eine Ortsgemeinde im Rhein-Lahn-Kreis in Rheinland-Pfalz. Sie gehört der Verbandsgemeinde Bad Ems-Nassau an.

## Geographie
Sulzbach liegt im westlichen Hintertaunus auf dem Einrich dem etwas niedrigeren Nordwestteil des Taunus, im Naturpark Nassau.

## Geschichte
Der Ort wird 1255 bei der Nassauischen Landesteilung als „Solzbach“ genannt; von da an blieb er gemeinsamer Besitz der Nassauer Grafen und beim Amt Nassau. Er gehörte 1523 zum Gericht Becheln. 1667 kam er zum Kirchspiel Nassau und zur Kirche Dienethal.
Die Einwohnerschaft entwickelte sich im 19. und 20. Jahrhundert wie folgt: 1843: 216 Einwohner, 1927: 260 Einwohner, 1964: 227 Einwohner.

## Politik

### Gemeinderat
Der Gemeinderat in Sulzbach besteht aus sechs Ratsmitgliedern, die bei der Kommunalwahl am 9. Juni 2024 in einer Mehrheitswahl gewählt wurden, und dem ehrenamtlichen Ortsbürgermeister als Vorsitzendem.

### Bürgermeister
Ortsbürgermeister von Sulzbach ist Ralf Mager. Bei der Direktwahl am 26. Mai 2019 wurde er mit einem Stimmenanteil von 81,20 % gewählt und damit Nachfolger von Ralf Hartenfels, der nicht erneut angetreten war. Bei der Direktwahl am 9. Juni 2024 setzte er sich mit 61,3 % gegen einem Mitbewerber durch.

## Wirtschaft und Infrastruktur
Die ehemals landwirtschaftlich geprägte Struktur hat sich in der zweiten Hälfte des 20. Jahrhunderts in die einer modernen Wohnsitzgemeinde gewandelt.